# Lupia
Lupia is een plaats (frazione) in de Italiaanse gemeente Sandrigo.